# Nadia Boubeghla
Nadia Boubeghla (sinh ra ở Algiers, Algérie là một nữ chính trị gia đến từ Algeria. Cô là thành viên của Đảng Công nhân.